# Bregenzer Festspiele
Il Bregenzer Festspiele (italiano: Festival di Bregenz) è un festival culturale che si svolge ogni anno in luglio e agosto in Austria nella capitale del Vorarlberg, Bregenz.

## Descrizione
Fondato nel 1946, il festival è noto per la bellezza dello sfondo naturale del lago di Costanza, per le scenografie sovradimensionate e per l'acustica unica ottenuta con uno speciale sistema di amplificazione potenziato. Dal gennaio 2015 la direttrice artistica del Festival di Bregenz è Elisabeth Sobotka, Michael Diem è direttore commerciale, Susanne Schmidt è direttrice dell'opera e Olaf A. Schmitt è drammaturgo.
Il programma del Festival comprende decine di eventi e attira centinaia di migliaia di spettatori ogni estate. La 74ª stagione del Festival di Bregenz del 2019 ha totalizzato circa 250.000 visitatori distribuiti in 80 eventi. Nel 2020 è stato cancellato a causa della pandemia di COVID-19. Al suo posto si è tenuto un festival con un programma ridotto. Il 22 luglio 2021, il capolavoro di Giuseppe Verdi, Rigoletto, inaugurerà la ripresa del festival.

## Luoghi delle rappresentazioni
L’orchestra dell'Orchestra Sinfonica di Vienna fa gli onori di casa in quanto compagine permanente della rassegna.
Il festival presenta una grande varietà di eventi musicali e teatrali in varie sedi:

### Palco galleggiante (Seebühne)

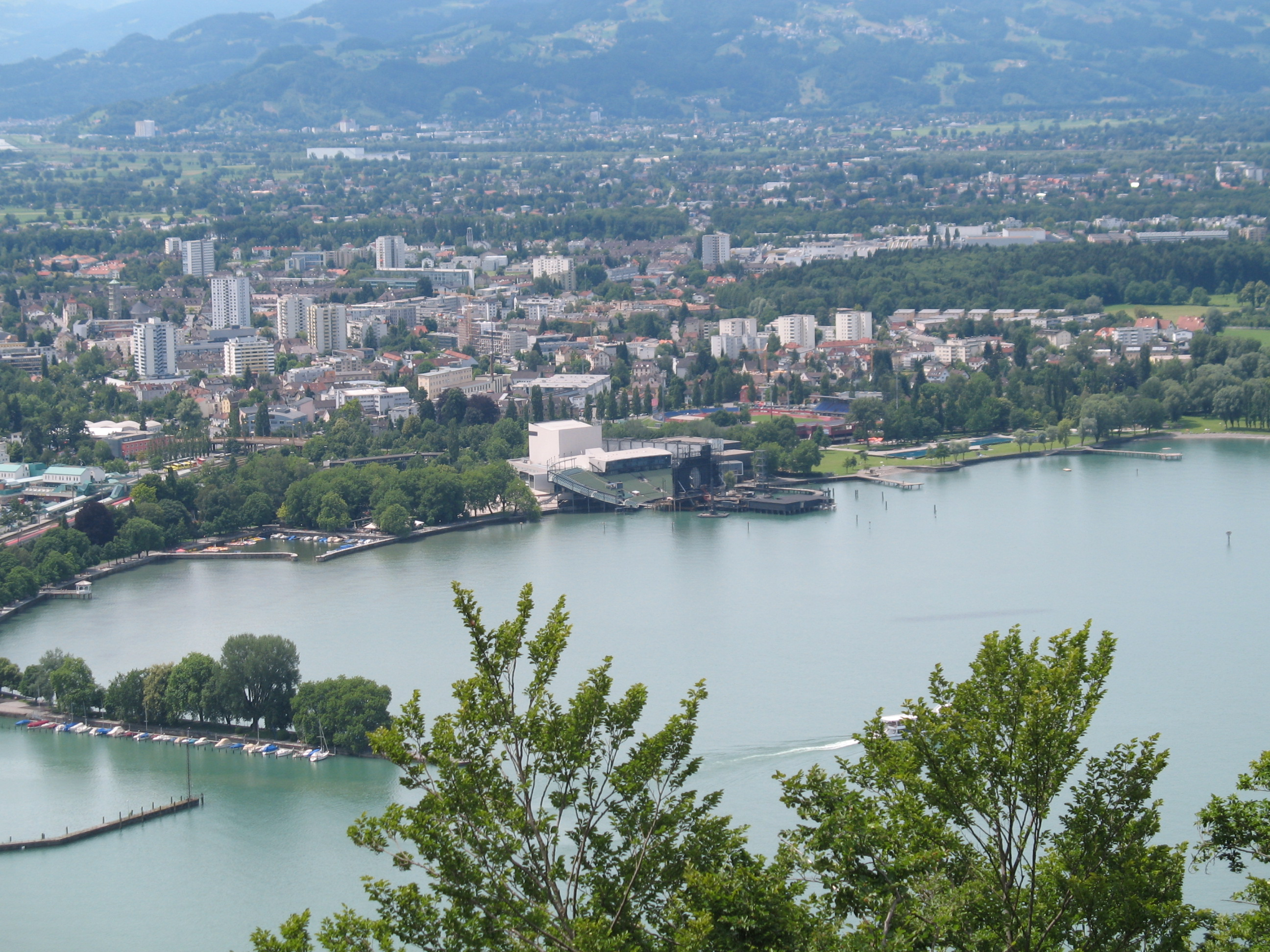
Vista del Seebühne al lago di Costanza (2007)

Alla prima edizione del 1946 (sotto la direzione di Franz Palka, a Hard) il Bastien und Bastienne di Mozart e la sua Kleine Nachtmusik, coreografata come un balletto, furono eseguiti come "Spiel auf dem See". Dopo una donazione di Karl Deuring, il festival ha avuto a disposizione, a partire dal 1950, il più grande palcoscenico lacustre del mondo, con una tribuna che accoglie 7000 spettatori. Come un gioco sul lago, una grande produzione di teatro musicale è stata messa in scena ogni anno, inizialmente soprattutto operette, Singspiel o opere teatrali, dagli anni 70 sempre più opere del repertorio internazionale e musical. Tra il 1960 e il 1977, il Seebühne è stato anche ripetutamente utilizzato per spettacoli di balletto.
Dal 1985 le produzioni vengono messe in scena sul Seebühne rinnovate ogni due anni.
Nella primavera del 2008, le riprese del film di James Bond Quantum of Solace hanno avuto luogo sul Seebühne. Sempre nelle stesso anno, il canale televisivo ZDF ha allestito una trasmissione dedicata al campionato europeo di calcio 2008 con uno studio per la cronaca quotidiana.
Nell'agosto 2010, la prima mondiale del film Der Atem des Himmels di Reinhold Bilgeri è stata proiettata sul Seebühne.

### Teatro dell'Opera (Festspielhaus)

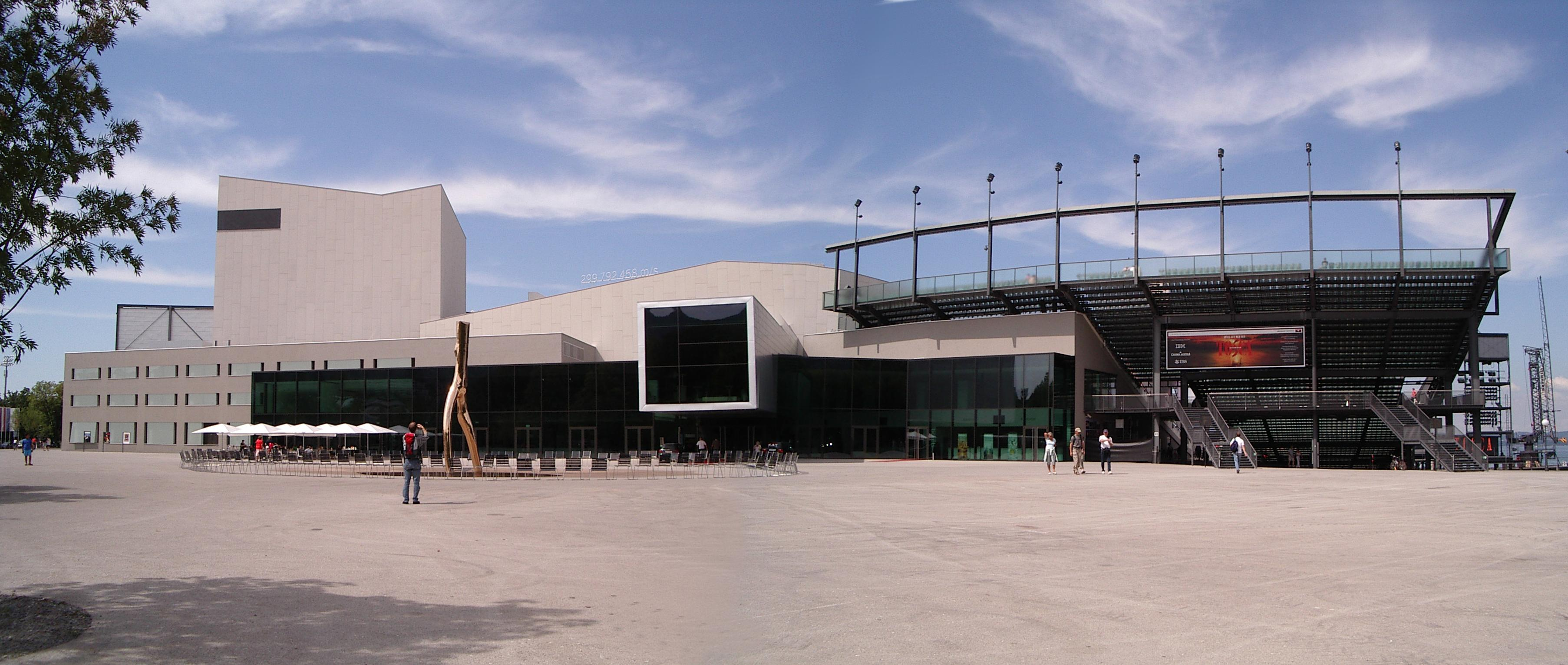
Festspielhaus

Il Festspielhaus Bregenz è un centro di eventi ed è stato aperto nel luglio 1980. È la sede del Festival di Bregenz e un luogo per conferenze, congressi ed eventi, gestita dalla Kongresskultur Bregenz. Nel 2006 l'edificio esistente del 1980 è stato completamente rinnovato e ampliato di 10.000 metri cubi. Nel 2009, è stato nominato come uno delle migliori location per eventi del suo genere dall'Associazione Europea dei Centri Eventi (EVVC) e ha ricevuto il corrispondente premio "Best Centre 2009".

### Teatro al Kornmarkt

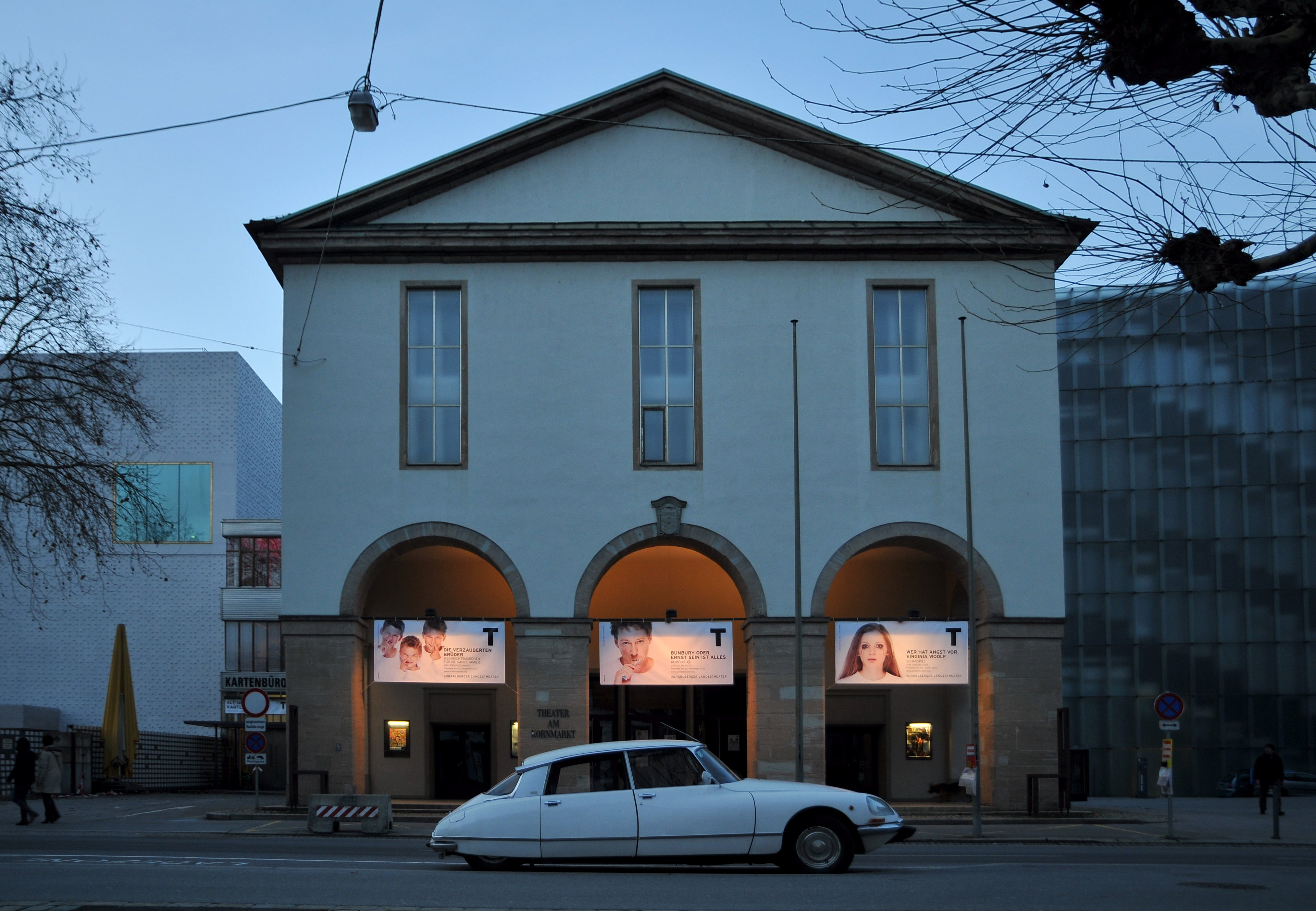
Theater am Kornmarkt a Bregenz

Il Theater am Kornmarkt è stato utilizzato per spettacoli teatrali (per lo più spettacoli ospiti di teatri famosi come il Burgtheater di Vienna) dagli anni '50. Negli anni 90, il Deutsches Theater di Berlino si è esibito qui con spettacoli e attori del calibro di Ulrich Mühe e Jörg Gudzuhn. Dopo una pausa di due anni, a partire dal 2003, vi si sono tenute di nuovo delle rappresentazioni di operette e opere raramente eseguite. Nel 2007 ha riscosso un buon successo la commedia Gefährliche Liebschaften (Relazioni pericolose) del Theater in der Josefstadt di Vienna.
Sotto la direzione di Elisabeth Sobotka (dal 2015), il teatro è utilizzato per spettacoli d'opera con giovani cantanti promettenti. Sul palco l'orchestra sinfonica del Vorarlberg diretta da Hartmut Keil.

### Werkstattbühne
Dall'autunno 1997 si è aggiunto anche il Werkstattbühne (in italiano: palco dell'officina), che copre una superficie di quasi 1000 metri quadrati e viene usato principalmente per esebizioni di teatro musicale contemporaneo e dramma moderno. Al di fuori del festival, il palco dell'officina è usato per le prove dello spettacolo sul lago, per concerti pop e altri eventi.

### Altri luoghi
Alcuni eventi del festival si svolgono anche nella Kunsthaus Bregenz. In passato, il festival utilizzava anche la Bregenz Stadthalle per i concerti dell'orchestra, la Martinsplatz nella città alta di Bregenz per spettacoli teatrali all'aperto e il Theater Kosmos per gli spettacoli teatrali degli ospiti.

## Tecnologia
Le estensioni delle piattaforme sul lago sono avvenute per effetto di nuove attrezzature tecniche. In aggiunta alla tecnologia di amplificazione specifica per l'udito direzionale, sono necessari anche un gran numero di microfoni wireless. Dal 2010 sono presenti 30 microfoni wireless grazie ai quali è possibile raggiungere i confini più lontani: questo è ora fattibile perché la larghezza di banda in precedenza aveva significative limitazioni da parte delle autorità.

## Produzioni sul palco galleggiante e al teatro dell'opera
| Anno | Palco galleginate (Spiel auf dem See)                                                             | Teatro dell'opera                                                            |
| 2027 | La Traviata di Giuseppe Verdi                                                                     |                                                                              |
| 2026 | La Traviata di Giuseppe Verdi                                                                     |                                                                              |
| 2025 | Il franco cacciatore di Carl Maria von Weber                                                      |                                                                              |
| 2024 | Il franco cacciatore di Carl Maria von Weber                                                      | Tancredi di Gioachino Rossini                                                |
| 2023 | Madama Butterfly di Giacomo Puccini                                                               | Ernani di Giuseppe Verdi                                                     |
| 2022 | Madama Butterfly di Giacomo Puccini                                                               | Siberia di Umberto Giordano                                                  |
| 2021 | Rigoletto di Giuseppe Verdi                                                                       | Nerone di Arrigo Boito                                                       |
| 2020 | Rigoletto di Giuseppe Verdi                                                                       | Nerone di Arrigo Boito                                                       |
| 2019 | Rigoletto di Giuseppe Verdi                                                                       | Don Quichotte di Jules Massenet                                              |
| 2018 | Carmen di Georges Bizet                                                                           | Beatrice Cenci di Berthold Goldschmidt                                       |
| 2017 | Carmen di Georges Bizet                                                                           | Mosè in Egitto di Gioachino Rossini                                          |
| 2016 | Turandot di Giacomo Puccini                                                                       | Amleto di Franco Faccio                                                      |
| 2015 | Turandot di Giacomo Puccini                                                                       | I racconti di Hoffmann di Jacques Offenbach                                  |
| 2014 | Il flauto magico di Wolfgang Amadeus Mozart                                                       | Storie del bosco viennese commedia di Ödön von Horváth musicata da HK Gruber |
| 2013 | Il flauto magico di Wolfgang Amadeus Mozart                                                       | Il mercante di Venezia di Pjotr Tschaikowski                                 |
| 2012 | Andrea Chénier di Umberto Giordano                                                                | Solaris di Detlev Glanert                                                    |
| 2011 | Andrea Chénier di Umberto Giordano                                                                | Achterbahn di Judith Weir                                                    |
| 2010 | Aida di Giuseppe Verdi                                                                            | Die Passagierin di Mieczysław Weinberg                                       |
| 2009 | Aida di Giuseppe Verdi                                                                            | Król Roger di Karol Szymanowski                                              |
| 2008 | Tosca di Giacomo Puccini                                                                          | Karl V. di Ernst Křenek                                                      |
| 2007 | Tosca di Giacomo Puccini                                                                          | Morte a Venezia di Benjamin Britten                                          |
| 2006 | Il trovatore di Giuseppe Verdi                                                                    | La caduta della casa Usher di Claude Debussy                                 |
| 2005 | Il trovatore di Giuseppe Verdi                                                                    | Maskerade di Carl Nielsen                                                    |
| 2004 | West Side Story di Leonard Bernstein                                                              | Royal Palace e Der Protagonist di Kurt Weill                                 |
| 2003 | West Side Story di Leonard Bernstein                                                              | La piccola volpe astuta di Leoš Janáček                                      |
| 2002 | La bohème di Giacomo Puccini                                                                      | Julietta di Bohuslav Martinů                                                 |
| 2001 | La bohème di Giacomo Puccini                                                                      | Of Mice and Men di Carlisle Floyd                                            |
| 2000 | Un ballo in maschera di Giuseppe Verdi (dirige: Marcello Viotti)                                  | Il gallo d'oro di Nikolai Rimskij-Korsakov                                   |
| 1999 | Un ballo in maschera di Giuseppe Verdi (dirige: Marcello Viotti)                                  | La Passione Greca di Bohuslav Martinů                                        |
| 1998 | Porgy and Bess di George Gershwin                                                                 | L'Amore dei tre re di Italo Montemezzi                                       |
| 1997 | Porgy and Bess di George Gershwin                                                                 | Il Demone di Anton Rubinštejn                                                |
| 1996 | Fidelio di Ludwig van Beethoven                                                                   | Le Roi Arthus di Ernest Chausson                                             |
| 1995 | Fidelio di Ludwig van Beethoven                                                                   | La leggenda dell'invisibile città di Kitež di Nikolai Rimskij-Korsakov       |
| 1994 | Nabucco di Giuseppe Verdi                                                                         | Francesca da Rimini di Riccardo Zandonai                                     |
| 1993 | Nabucco di Giuseppe Verdi                                                                         | Fedora di Umberto Giordano                                                   |
| 1992 | Carmen di Georges Bizet (regia: Jérôme Savary)                                                    | La damnation de Faust di Hector Berlioz                                      |
| 1991 | Carmen di Georges Bizet (regia: Jérôme Savary)                                                    | Mazepa di Pjotr Tschaikowski                                                 |
| 1990 | L'olandese vontante di Richard Wagner                                                             | La Wally di Alfredo Catalani                                                 |
| 1989 | L'olandese vontante di Richard Wagner                                                             | Samson et Dalila di Camille Saint-Saëns                                      |
| 1988 | I racconti di Hoffmann di Jacques Offenbach (regia: Jérôme Savary)                                | Samson et Dalila di Camille Saint-Saëns                                      |
| 1987 | I racconti di Hoffmann di Jacques Offenbach (regia: Jérôme Savary)                                | Ernani di Giuseppe Verdi                                                     |
| 1986 | Il flauto magico di Wolfgang Amadeus Mozart (regia: Jérôme Savary)                                | Anna Bolena di Gaetano Donizetti                                             |
| 1985 | Il flauto magico di Wolfgang Amadeus Mozart (regia: Jérôme Savary)                                | I puritani di Vincenzo Bellini                                               |
| 1984 | Der Vogelhändler (Il venditore di uccelli) di Carl Zeller                                         | Tosca di Giacomo Puccini                                                     |
| 1983 | Kiss Me, Kate di Cole Porter                                                                      | Il franco cacciatore di Carl Maria von Weber                                 |
| 1982 | Der Zigeunerbaron (Lo Zingaro Barone) di Johann Strauss (figlio)                                  | Lucia di Lammermoor di Gaetano Donizetti                                     |
| 1981 | West Side Story di Leonard Bernstein                                                              | Otello di Giuseppe Verdi                                                     |
| 1980 | Il ratto dal serraglio di Wolfgang Amadeus Mozart                                                 | Falstaff di Giuseppe Verdi                                                   |
| 1979 | Turandot di Giacomo Puccini                                                                       |                                                                              |
| 1978 | Tausend und eine Nacht (Mille e una Notte) di Johann Strauss (figlio) (arrangiamento di Reiterer) |                                                                              |
| 1977 | Oberon di Carl Maria von Weber                                                                    |                                                                              |
| 1977 | La bella addormentata (balletto) di Pjotr Tschaikowski                                            |                                                                              |
| 1976 | I racconti di Hoffmann di Jacques Offenbach                                                       |                                                                              |
| 1975 | Eine Nacht in Venedig di Johann Strauss (figlio)                                                  |                                                                              |
| 1975 | Le Corsaire (balletto) di Adolphe Adam                                                            |                                                                              |
| 1974 | Carmen di Georges Bizet                                                                           |                                                                              |
| 1973 | L'olandese volante di Richard Wagner                                                              |                                                                              |
| 1972 | Der Bettelstudent di Karl Millöcker                                                               |                                                                              |
| 1972 | La regina delle fate di Henry Purcell                                                             |                                                                              |
| 1971 | Porgy and Bess di George Gershwin                                                                 |                                                                              |
| 1970 | Il pipistrello di Johann Strauss (figlio)                                                         |                                                                              |
| 1969 | Hochzeit am Bodensee di Robert Stolz                                                              |                                                                              |
| 1969 | Othello (balletto) di Jan Hanus                                                                   |                                                                              |
| 1968 | La vedova allegra di Franz Lehár                                                                  |                                                                              |
| 1967 | Zar e carpentiere di Albert Lortzing                                                              |                                                                              |
| 1967 | Schéhérazade (balletto) di Nikolai Rimski-Korsakow e Polowetzer Tänze di Alexander Borodin        |                                                                              |
| 1966 | La bella Elena di Jacques Offenbach                                                               |                                                                              |
| 1966 | Il lago dei cigni (balletto) di Pjotr Tschaikowski                                                |                                                                              |
| 1965 | Eine Nacht in Venedig di Johann Strauss (figlio)                                                  |                                                                              |
| 1965 | Die Irrfahrten des Odysseus (balletto) di Helmut Eder                                             |                                                                              |
| 1964 | Il paese del sorriso di Franz Lehár                                                               |                                                                              |
| 1964 | La bella addormentata (balletto) di Pjotr Tschaikowski                                            |                                                                              |
| 1963 | Banditenstreiche di Franz von Suppé                                                               |                                                                              |
| 1963 | Sylvia (balletto) di Léo Delibes                                                                  |                                                                              |
| 1962 | Trauminsel di Robert Stolz                                                                        |                                                                              |
| 1962 | Lo schiaccianoci (balletto) di Pjotr Tschaikowski                                                 |                                                                              |
| 1961 | Der Zigeunerbaron di Johann Strauss (figlio)                                                      |                                                                              |
| 1961 | Romeo e Giulietta (balletto) di Sergej Prokofjew                                                  |                                                                              |
| 1960 | Wiener Blut di Johann Strauss (figlio)                                                            |                                                                              |
| 1960 | Il lago dei cigni (balletto) di Pjotr Tschaikowski                                                |                                                                              |
| 1959 | Tausend und eine Nacht di Johann Strauss (figlio) (arrangiamento di Reiterer)                     |                                                                              |
| 1958 | La sposa venduta di Bedřich Smetana                                                               |                                                                              |
| 1957 | Zar e carpentiere di Albert Lortzing                                                              |                                                                              |
| 1956 | Der Bettelstudent di Karl Millöcker                                                               |                                                                              |
| 1955 | Eine Nacht in Venedig di Johann Strauss (figlio)                                                  |                                                                              |
| 1954 | Il pipistrello di Johann Strauss (figlio)                                                         |                                                                              |
| 1953 | Boccaccio di Franz von Suppé                                                                      |                                                                              |
| 1952 | Der Vogelhändler di Carl Zeller                                                                   |                                                                              |
| 1951 | Der Zigeunerbaron di Johann Strauss (figlio)                                                      |                                                                              |
| 1950 | Gasparone di Karl Millöcker                                                                       |                                                                              |
| 1949 | Tausend und eine Nacht di Johann Strauss (figlio) (arrangiamento di Reiterer)                     |                                                                              |
| 1948 | Eine Nacht in Venedig di Johann Strauss (figlio)                                                  |                                                                              |
| 1947 | Il ratto dal serraglio di Wolfgang Amadeus Mozart                                                 |                                                                              |
| 1946 | Bastien & Bastienne e Eine kleine Nachtmusik di Wolfgang Amadeus Mozart                           |                                                                              |